# Влада Леонида Питамица
Влада Леонида Питамица је била трећа Земаљска влада покрајине Словеније у Краљевини СХС. Формирана је 14. децембра 1920. и трајала је до 19. фебруара 1921. године.

## Састав Владе
| Функција            | Слика | Име и презиме  | Странка | Детаљи |
| ------------------- | ----- | -------------- | ------- | ------ |
| Председник владе    |       | Леонид Питамиц |         |        |
| повереници          |       |                |         |        |
| повереник за правду |       | Блаж Рајхман   |         |        |